# Alloxysta flavicornis
Alloxysta flavicornis är en stekelart som först beskrevs av Hartig 1841.  Alloxysta flavicornis ingår i släktet Dilyta, och familjen glattsteklar. Arten är reproducerande i Sverige.